# Rodrigo Alvarez
Rodrigo Nascimento Alvarez (Rio de Janeiro, 8 de junho de 1974) é um jornalista e escritor brasileiro. Atuou como correspondente da Rede Globo na Europa, com base em Berlim e Paris.
Atualmente apresenta o programa Melhor da Noite na Bandeirantes, além de atuar em redes sociais como o canal Jornada Infinita no Youtube. 

## Biografia e carreira

### Primeiros anos
Aos 10 anos, Rodrigo começou a tocar bateria. Tocava em bandas de rock e participava de festivais nas escolas. Aos 15 anos, ganhou o prêmio de melhor músico no festival do Colégio Santo Agostinho, onde estudava, no Rio de Janeiro. Aprendeu também a tocar violão porque gostava de compor músicas. Escreveu mais de 60 canções. Escreveu, também nessa época, muitas histórias de ficção. 
Em 1997, formou-se em Jornalismo pela PUC-RJ, mas, antes, cursou dois anos e meio de Desenho Industrial, porque "gostava de inventar coisas". Mudou para Jornalismo ao descobrir que "escrever era aquilo que mais gostava de fazer". Acreditava que o jornalismo era um caminho natural para quem queria ser escritor. No sexto período do curso de jornalismo, colegas de faculdade o convenceram a se inscrever num concurso para a TV Globo (descobriu-se mais tarde, que era a seleção da equipe que faria a inauguração da GloboNews). Passou nas provas e foi contratado.

### GloboNews
Entrou na Rede Globo em 1996. Começou sua carreira como editor de imagens na GloboNews. Exerceu a função até 1999, no Jornal das Dez, quando começou a trabalhar como repórter da madrugada.
Sua primeira reportagem importante, ainda nos primeiros meses de trabalho, foi uma entrevista com o então presidente de cuba Fidel Castro, no Hotel Glória, no Rio de Janeiro. Foi às 5h da madrugada, depois de um longo encontro de Fidel com Hugo Chavez, que acabava de ser eleito presidente da Venezuela. A entrevista, que foi exibida Jornal Nacional, foi durante a Cimeira Cimeira - evento que reuniu Chefes de Estado da América Latina, Caribe e União Europeia.
Em 2000, vendeu seu carro e comprou uma câmera. Teve aulas, agendou uma série de entrevistas e foi para a Califórnia, durante as suas férias, quando produziu, sozinho, uma série de reportagens sobre o Vale do Silício. Entrevistou muitos jovens que criavam empresas de internet, inclusive os fundadores do Google, Sergei Brin e Larry Page, quando eles ainda passeavam de patinete pelo escritório com 200 funcionários. Assim que Rodrigo voltou da viagem, a Bolsa Nasdaq entrou em crise, a chamada bolha da internet estourou e o Vale do Silício virou manchete. O material gravado na Califórnia serviu como série de seis reportagens no Jornal das Dez, na GloboNews.
Ainda no Jornal das Dez, a 100km da costa brasileira, registrou o naufrágio da plataforma P-36 da Petrobras, em Macaé, no Rio de Janeiro, em 2001. A GloboNews foi o único canal de televisão que gravou as imagens, que depois foram para o mundo pelas agências de notícias. Foi a primeira vez que se registrou em vídeo o naufrágio de uma plataforma e também a primeira vez que Rodrigo apareceu no Jornal Nacional. Na reportagem, ele contava que, minutos antes, havia chegado à plataforma P-23, que dava apoio às operações de salvamento da P-36. Rodrigo, o cinegrafista Eglédio Vianna e o assistente Márcio Couto foram expulsos da P-23. Só conseguiram registrar o naufrágio porque o helicóptero que os levaria de volta a Macaé demorou a chegar.
Na virada de 2001 para 2002, Alvarez foi à Europa para produzir, sozinho, uma série de reportagens sobre a chegada das primeiras cédulas e moedas de Euro. Na virada do ano, entrou ao vivo de Berlim, no Jornal das Dez, contando como os alemães haviam recebido a nova moeda. A partir daí, especializou-se de vez em reportagens internacionais. Logo depois, fez parte da equipe da emissora que cobriu a Copa do Mundo do Japão e da Coreia do Sul, em 2002. Em 2004, se mudou para São Paulo, já como repórter da TV Globo, fez reportagens para o Jornal Nacional, Jornal da Globo e SPTV, e continuou fazendo especiais para a GloboNews.
Em 2005, participou da equipe que fez uma série de programas especiais sobre os 30 anos do fim da Guerra do Vietnã, quando teve a oportunidade de entrevistar o general Võ Nguyên Giáp (com 95 anos na época da entrevista) que comandou o exército comunista na guerra contra os Estados Unidos. Também gravou um especial sobre o futuro da aviação, com reportagens na sede da Boeing, nos EUA, da Airbus, na França, e da Embraer, em São José dos Campos, Brasil.

### Correspondente internacional
Em 2006, aceitou o convite para ser correspondente da Globo em Nova York. Sua primeira grande cobertura foi a do massacre na Universidade de Virgínia, em abril de 2007, quando o estudante Cho Seung-Hui matou 32 pessoas e se suicidou. O repórter e o cinegrafista Orlando Moreira foram os primeiros a entrar com uma câmera escondida no dormitório onde os crimes haviam ocorrido. Para o Jornal da Globo, fez uma série de reportagens sobre a fronteira do México com os Estados Unidos no momento em que estava se construindo o muro entre os dois países. Depois, mudou-se para a Califórnia.
Durante a cobertura das eleições americanas de 2008, viajou pelo país de carro, percorrendo 18 estados - um por dia. A série de reportagens, que mostrava como eram e o que queriam os diferentes americanos, rendeu o primeiro livro do jornalista  No País de Obama.
Ainda em 2009, em Los Angeles, dividiu com o repórter Rodrigo Boccardi a extensa cobertura sobre a morte de Michael Jackson. Entre outras matérias, fez uma entrevista exclusiva com uma funcionária que estava na casa de Jackson em Beverly Hills e testemunhou os últimos momentos da vida do artista. Com o cinegrafista Sergio Telles, mostrou, pela primeira vez numa tevê brasileira, o interior do mausoléu onde foram colocados os restos mortais de Michael Jackson.
Em 2010, foi para o Haiti, onde acabava de acontecer um terremoto de 7 graus na escala Richter. O país foi destruído e estimou-se na época que mais de 200 mil pessoas haviam morrido. A experiência lhe levou a escrever seu segundo livro, Haiti Depois do Inferno. Sobrevoou o Golfo do México depois da explosão da plataforma Deepwater Horizon em abril de 2010 para mostrar, no Fantástico, as conseqüências ambientais do vazamento de petróleo.
Em Nova York, ajudou a criar e foi o primeiro apresentador do programa Mundo S/A na GloboNews, que contava, com bom humor, casos de sucesso empresarial. Rodrigo esteve a frente do programa entre 2006 e 2010.
Em 2011, voltou para o Brasil como repórter especial do Jornal Nacional e do Fantástico, em São Paulo. No mesmo ano comandou a Expedição Xingu, levando oito jovem universitários para reviver a história dos Irmãos Villas-Bôas na conquista do centro-oeste brasileiro. O especial foi exibido ao longo de seis semanas no Fantástico.
Em fevereiro de 2013, assumiu o posto de correspondente da TV Globo no Oriente Médio, com base em Jerusalém. Com o cinegrafista Jeremy Portnoi, cobriu o acidente com o balão que matou três brasileiras na Capadócia. Fez reportagens nos campos de refugiados da Jordânia e mostrou a triste rotina da guerra da Síria, como por exemplo quando mostrou hospitais improvisados em prédios residenciais e cemitérios criados às pressas na fronteira. Acompanhou os confrontos violentos entre manifestantes que pediam a saída do primeiro-ministro Recep Tayip Erdogan e policiais na praça Taksim, em Istambul. Numa dessas reportagens, mostrou o ataque da polícia com bombas de gás aos manifestantes presos no saguão de um hotel. Com máscaras antigás, repórter e cinegrafista mostraram o horror que se seguiu ao ataque.
Em dezembro de 2013, foi enviado às pressas para a África do Sul para acompanhar a despedida de Nelson Mandela, morto aos 95 anos. De volta ao Oriente Médio, entre julho e agosto de 2014, cobriu os 50 dias de conflito entre Israel e o Hamas que deixou mais de dois mil mortos do lado palestino e 64 do lado israelense. Entre os destaques da cobertura, as reportagens em que estava em áreas de combate, quando registrou o lançamento de mísseis e foguetes no momento em que falava para a câmera. 
Depois do conflito, Rodrigo foi ao Brasil lançar seu terceiro livro, Aparecida, a biografia da santa que perdeu a cabeça, ficou negra, foi roubada, cobiçada pelos políticos e conquistou o Brasil. O livro foi escrito ao longo de três anos e teve sessões de autógrafo em São Paulo, Goiânia, Rio de Janeiro e Aparecida. 
Em 12 de dezembro de 2019, participou da cobertura da reeleição de Boris Johnson, como primeiro-ministro. Em 17 de dezembro daquele mesmo ano, o jornalista deixou a Rede Globo e mudou-se com a família para os Estados Unidos, após ficar anos em Berlim e Paris.

### Escritor
Seu primeiro livro foi No País de Obama lançado pela editora Nova Fronteira, em 2009. Rodrigo descreve as impressões sobre os diferentes americanos que encontrou ao percorrer 18 estados em 18 dias. Haiti, depois do inferno, o seu segundo livro, lançado pela Editora Globo, narra os acontecimentos terríveis nos dias que se sucederam ao terremoto no país, em janeiro de 2010.
Em setembro de 2014 Rodrigo Alvarez lançou Aparecida, a biografia da santa que perdeu a cabeça, ficou negra, foi roubada, cobiçada pelos políticos e conquistou o Brasil. O livro expõe personagens e fatos curiosos e inéditos sobre o maior símbolo da fé católica brasileira e da história do Brasil.
Em 2015 lançou "Maria", e em 2016 lançou o livro sobre a trajetória de Fábio de Melo, que segundo Alvarez merecia ser feito, pelo fato do padre ser complexo em sua religiosidade e humanidade.
Em março de 2018, pela Editora LeYa, publicou seu mais novo livro, Jesus - O Homem Mais Amado da História. O escritor e jornalista recorreu às fontes bibliográficas mais recentes (entre elas diversos manuscritos originais) e viajou pelos mesmos lugares percorridos por Jesus em seu tempo, trazendo uma biografia rica sobre a vida daquele que dividiu a história do mundo.